# Jorma Jääskeläinen
Jorma Johannes Jääskeläinen, född 19 augusti 1962 i Stockholm[källa behövs], är en svensk friidrottstränare. Han har verkat som tränare i Stockholm i Duvbo IK och Turebergs IF. Jääskeläinen flyttade till Gotland 1984 och varit tränare där sedan dess. Han har tränat många landslagsmän i längdhopp, till exempel Marie Larsson, Mattias Sunneborn, Erik Larsson och Nebez Kurban.
Sedan 1987 är Jääskeläinen huvudansvarig för Gotlands friidrottstrupp på Island Games.

## Utmärkelser
- 1988 – utsedd till "Årets ungdomsledare" på Gotland.
- 2008 – utsedd till "Årets idrottspersonlighet" av Radio Gotland.[2]
- 2010 – utsedd till "Årets idrottsledare".[3]
- 2023    Idrottsakademins Hederspris